# 大胡駅

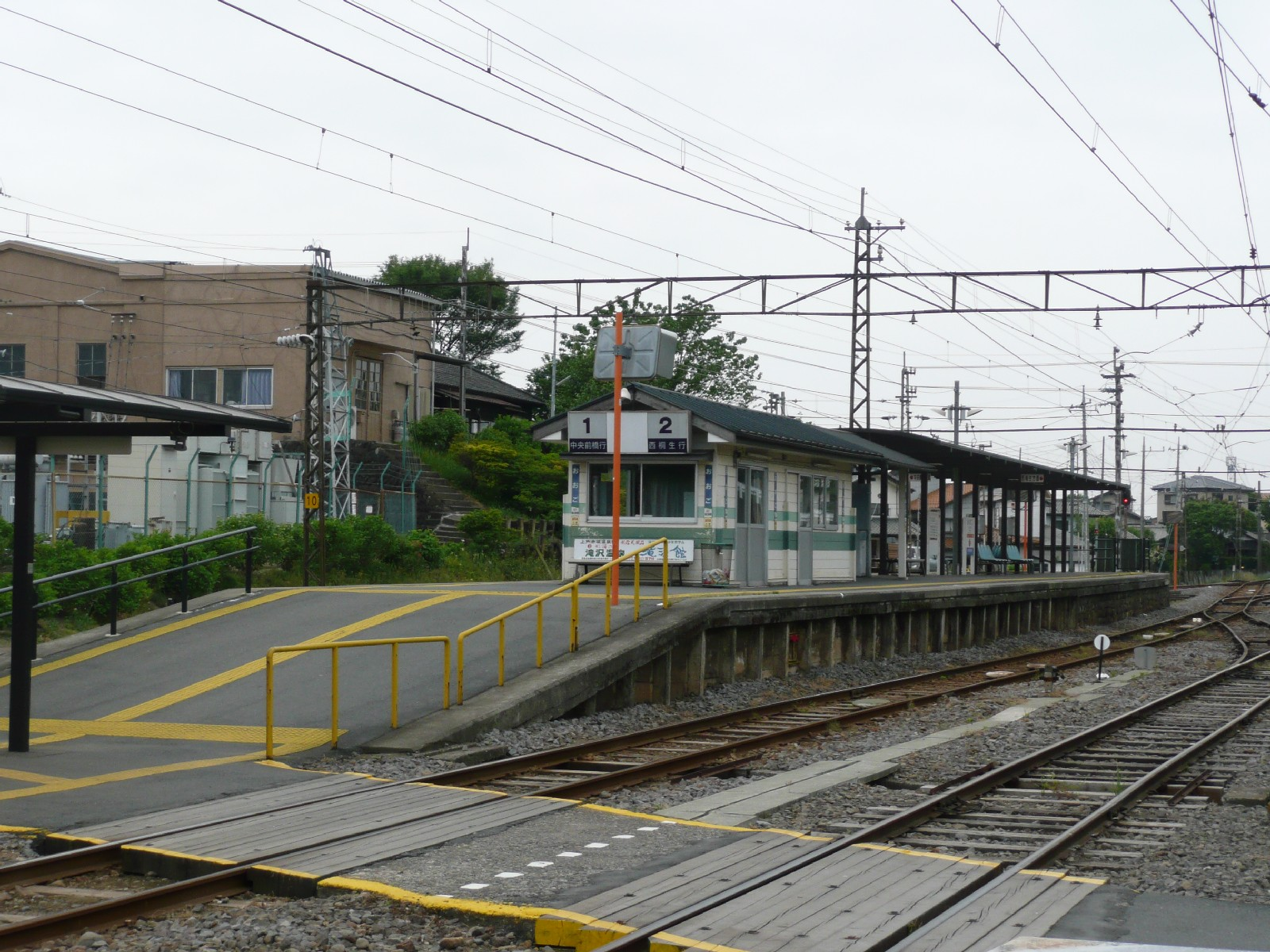
ホーム（2009年5月）

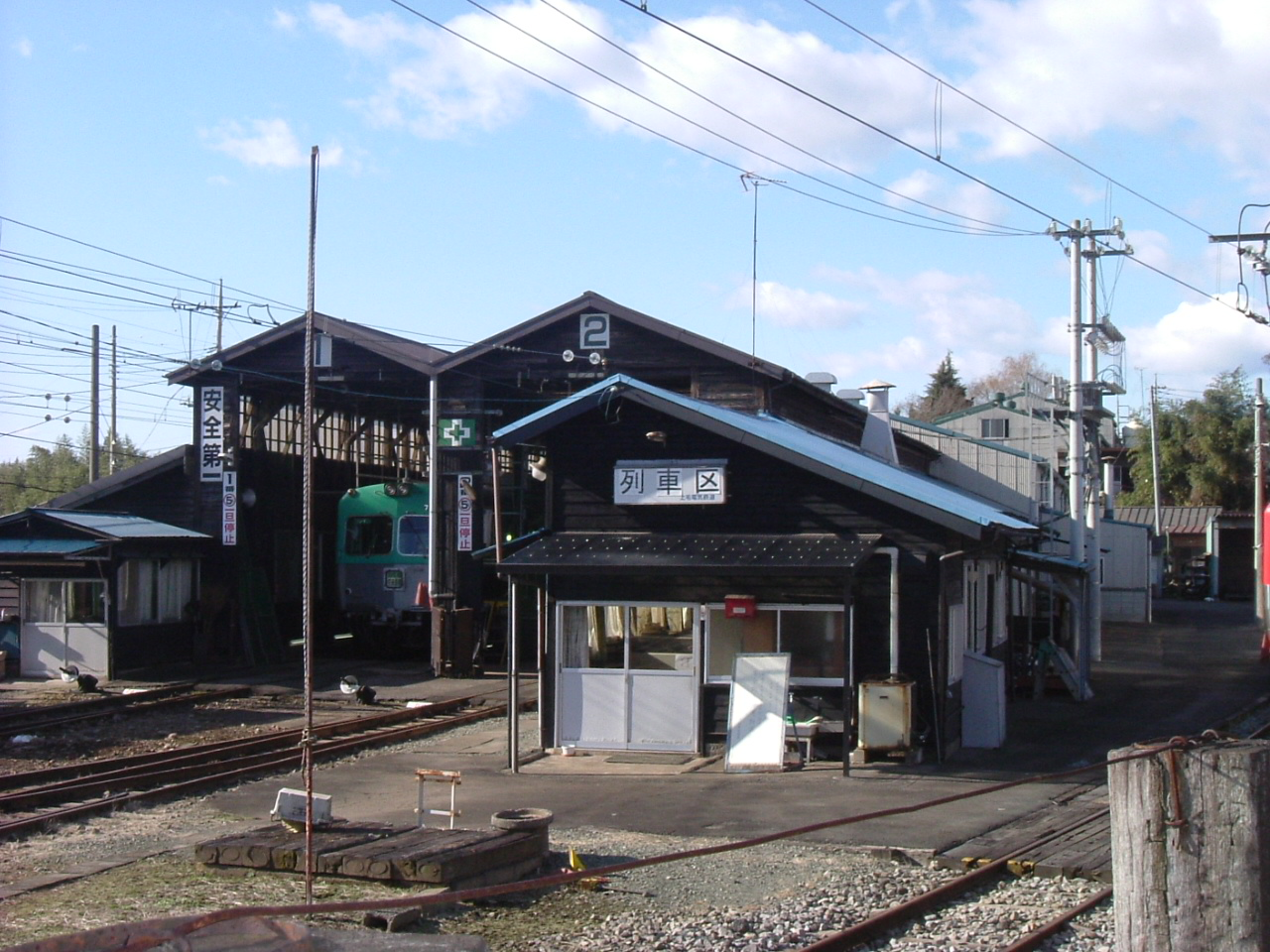
大胡電車庫

大胡駅（おおごえき）は、群馬県前橋市茂木町にある上毛電気鉄道上毛線の駅である。

## 歴史
- 1928年（昭和3年）11月10日 - 開業[1]。
- 1992年（平成4年）9月21日 - 東武鉄道の急行列車「りょうもう」の急行券の取り扱いを開始[2]。
- 2007年（平成19年）7月31日 - 駅舎が周辺設備とともに登録有形文化財に登録。

上毛電気鉄道は大胡を起点に本庄までの免許を得たが、資金難に陥り計画を挫折した。現在では、赤城南面の観光アクセスの拠点駅として知られる。

## 駅構造
島式ホーム1面2線を有する地上駅。木造駅舎を有する。直営駅である。
隣接して上毛電気鉄道唯一の車両基地である大胡電車庫があり、夜間滞泊も行われる。
駅舎の他、大胡電車庫など周辺施設が登録有形文化財・県近代化遺産に登録されている。

### のりば
| 1 | ■上毛線 | 中央前橋方面 |
| 2 | ■上毛線 | 西桐生方面   |

## 利用状況
1日の平均乗降人員は以下の通りである。
| 年度   | 1日平均人数 |
| ------ | ----------- |
| 2011年 | 777         |
| 2012年 | 800         |
| 2013年 | 858         |
| 2014年 | 818         |
| 2015年 | 863         |
| 2016年 | 849         |
| 2017年 | 869         |
| 2018年 | 820         |

## 駅周辺
- 前橋市役所大胡支所（旧・大胡町役場）
- 大胡郵便局
- 前橋市市民文化会館大胡分館
- 大胡公民館図書館
- 群馬県立前橋東商業高等学校 - 2009年（平成21年）に閉校。
- 前橋市立大胡中学校
- 前橋市立大胡小学校
- 桐生整形外科
- ショッピングセンターアイム
- 鐘の鳴る丘少年の家
- 長興寺
- フレッセイ大胡店

### 路線バス
- 赤城タクシー
  - デマンドバス〔予約制〕

## 隣の駅
上毛電気鉄道
■上毛線
江木駅 - 大胡駅 - 樋越駅

## その他
- 2006年（平成18年） - 映画「暗いところで待ち合わせ」のロケ地となった。
- 隣接する大胡電車庫で、毎年1月・4月・10月の鉄道の日前後に、「上毛電鉄感謝フェア」を開催。

### 文化財等
登録有形文化財 - 2007年（平成19年）7月31日登録
- 駅舎[4][5]
- 電車庫[6][7]
- 変電所[8][9]
- 受電鉄塔[10][11]
- 避雷鉄塔[12][13]
- 中継鉄塔[14][15]
- 引留鉄塔[16][17]

群馬県近代化遺産
- 大胡駅本屋、ホーム[19]
- 大胡車両区機関庫[19]
- 大胡車両区工作機械群[19]
- 大胡電気区建屋[19]
- 上毛電鉄古レール[19]

土木学会選奨土木遺産 - 2007年度（平成19年度）認定
- 大胡電車庫[20]（上毛電気鉄道関連施設群の一部として）